# Caspar Schamberger
Pour l’article homonyme, voir Schamberger.
Caspar Schamberger (1er septembre 1623, Leipzig, électorat de Saxe - 8 avril 1706) était un chirurgien allemand. Son nom est synonyme de la première école de médecine occidentale du Japon et du début des Études néerlandaises (rangaku).

## Biographie

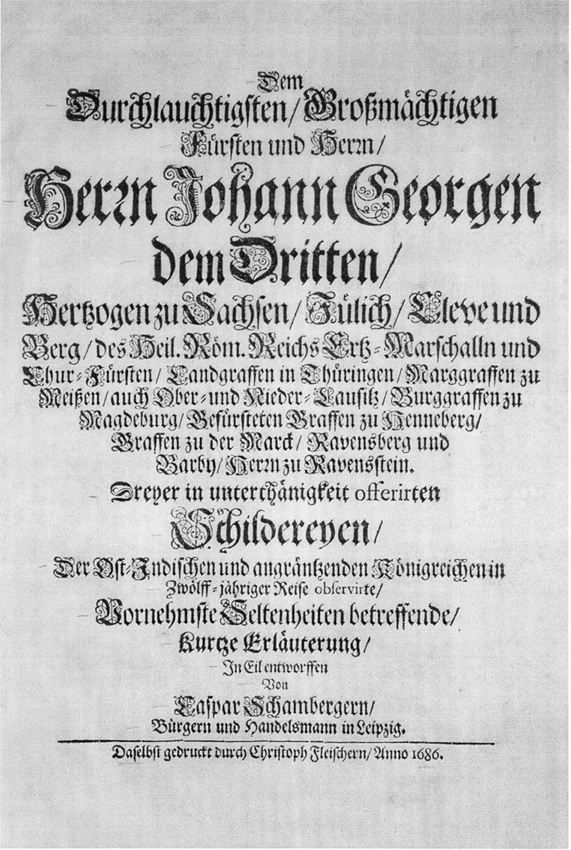
Livre publié par Caspar Schamberger en 1686

En 1637, Schamberger commença à étudier la chirurgie avec la guilde de chirurgiens dans sa ville natale, Leipzig. Trois ans plus tard, il voyagea dans le Nord de l'Allemagne, au Danemark, en Suède, et aux Pays-Bas. En 1643, il entra dans la Compagnie néerlandaise des Indes orientales (VOC), signant un contrat de quatre ans. Schamberger quitta l'Europe la même année à bord de l'Eiland Mauritius, mais le bateau coula quatre mois plus tard près du cap de Bonne-Espérance.
En juillet 1644, Schamberger arriva finalement à Batavia (Jakarta), le centre administratif de l'empire colonial néerlandais. Les années suivantes, il travailla comme chirurgien de bord, visitant Goa la portugaise, Ceylan, Gamron (Bandar-Abbas) et Kismis (Perse), puis retourna à Batavia en 1646. En été 1649, il arriva à Nagasaki et commença à travailler à Dejima, le comptoir commercial néerlandais au Japon. Plus tard, il se rendit à Edo en tant que membre d'une ambassade spéciale envoyée au Japon à cause des relations nippo-néerlandaises sérieusement tendues. En raison de l'état de santé du shogun Tokugawa Iemitsu, la visite a été remise plusieurs fois. Pendant ce temps, Schamberger a attiré l'attention de l'envoyé impérial Inoue Masashige, qui était responsable de la sécurité intérieure de l'empire et des relations avec le VOC. Inoue, qui montrait un grand intérêt pour l'Occident, présenta Schamberger à des seigneurs féodaux et Schamberger commença à s'occuper de patients importants.
Ses traitements fonctionnèrent très bien. Ainsi, quand le délégué néerlandais retourna finalement à Nagasaki au printemps 1650, quatre Européens furent priés de rester à Edo pour donner des instructions complémentaires : Schamberger (chirurgie), Willem Bijlevelt (mathématiques), le Suédois Juriaen Schedel (tir de mortier), et Jan Smidt, l'assistant de Schedel. Après un long séjour à Edo, les quatre retournèrent à Nagasaki en octobre 1650. Mais Schamberger y retourna peu de temps après, participant au voyage annuel des Néerlandais à la cour. Cette fois encore, il fut nommé aux résidences des hauts fonctionnaires.
En avril 1651, les Néerlandais repartirent encore pour Nagasaki. En novembre, le service de Schamberger à Dejima prit fin, et il retourna à Batavia. Son interprète, Inomata Dembei, suivant les ordres du gouverneur de Nagasaki, écrivit un rapport sur l'art chirurgical de Schamberger. Ce rapport et l'intérêt continu des hauts fonctionnaires et des seigneurs féodaux menèrent à la naissance de la « chirurgie style-Caspar» (Caspar-ryû geka), la première école de médecine occidentale du Japon.
En 1655, Schamberger rentra aux Provinces-Unies, et retourna de nouveau à Leipzig quelques semaines plus tard. En 1658, il obtenu la citoyenneté à Leipzig et commença une nouvelle carrière en tant que marchant. Il fut marié trois fois : avec Elisabeth Rost en 1659, avec Regina Maria Conrad en 1662, et avec Euphrosine Kleinau en 1685. En 1667, son fils Johann Christian Schamberg (de) est né. Celui-ci deviendra professeur de médecine à l'université de Leipzig et fut élu président deux fois. Un de ses plus grands accomplissements fut la base du « nouveau théâtre anatomique ».
En 1706, Schamberger meurt, suivi de peu par son fils.
Le nom de Schamberger représente au Japon le début d'un intérêt continuel pour la médecine japonaise qui a graduellement mené aux Études néerlandaises (rangaku).

## Littérature
- Wolfgang Michel : Von Leipzig nach Japan. Iudicium Verlag, Munich, 1999.  (ISBN 3-89129-442-5)
- Wolfgang Michel : Der Ost-Indischen und angrenzenden Königreiche, vornehmste Seltenheiten betreffende kurze Erläuterung -- Neue Funde zum Leben und Werk des Leipziger Chirurgen und Handelsmanns Caspar Schamberger (1623-1706). Kyushu University, The Faculty of Languages and Cultures Library, No 1. Fukuoka: Hana-Shoin, 2010.  (ISBN 978-4-903554-71-6)